# Una habitació amb vista
Una habitació amb vista (títol original: A Room With a View) és una pel·lícula britànica dirigida per James Ivory i estrenada el 1986. És una adaptació de la novel·la d'Edward Morgan Forster Una habitació amb vistes, amb guió de Ruth Prawer Jhabvala. Ha estat doblada al català.

## Argument
En un viatge cultural a Florència, en companyia de la seva carrabina Charlotte Bartlett, Lucy Honeychurch (Helena Bonham Carter) coneix un jove lleugerament estrany, George Emerson (Julian Sands). Una atracció mútua neix a poc a poc entre tots dos, però quan George l'abraça en presència de la seva carrabina, la noia està obligada a tornar a casa seva.
Una vegada a Anglaterra, un jove de bona família, Cecil Vyse, demana la seva mà. Perquè creu que l'estima i, en part, per agradar a la seva família, Lucy accepta. Mentre s'alegra d'aquest matrimoni, Cecil fa venir George Emerson i el seu pare a la seva casa de camp. Allò preocupa molt Lucy. Un dia, George l'abraça de nou. Lucy li demana llavors que marxi. El mateix dia, renuncia al seu compromís envers Cecil. Aconsegueix mentir a tothom pretenent que ho ha fet perquè s'havia adonat que no estimava verdaderament Cecil i no perquè estimava algú altre. El pare de George li fa obrir els ulls i li mostrar que estima George. Decideix doncs casar-se amb ell i marxen tots dos a Florència en viatge de noces.

## Repartiment[3]
- Maggie Smith: Charlotte Bartlett, la carrabina
- Helena Bonham Carter: Lucy Honeychurch, la cosina de Miss Bartlett
- Denholm Elliott: Mr. Emerson, un turista anglès
- Julian Sands: George Emerson
- Simon Callow: El reverend Beebe
- Patrick Godfrey: El reverend Eager
- Judi Dench: Eleanor Lavish, escriptor
- Fabia Drake: Miss Catharine Alan
- Joan Henley: Miss Teresa Alan
- Amanda Walker: Una senyora cockney
- Daniel Day-Lewis: Cecil Vyse
- Maria Britneva: Mrs Vyse, la mare de Cecil
- Rosemary Leach: Mrs Honeychurch
- Rupert Graves: Freddy Honeychurch
- Peter Cellier: Sir Harry Otway
- Mia Fothergill: Minnie Beebe
- Kitty Aldridge: New Lucy
- Brigid Erin Bates: Serventa a casa de Windy Corner
- Isabella Celani: Persefone
- Luigi di Fiori: El jove italià assassinat
- Matyelock Gibbs: New Charlotte
- Mirio Guidelli: El guia de la Santa Creu
- Freddy Korner: Mr. Floyd
- Patty Lawrence: Mrs. Butterworth
- Elizabeth Marangoni: Miss Pole
- Peter Munt: Cocher
- Lucca Rossi: Phaeton

## Al voltant de la pel·lícula
- Gran èxit popular coronat amb nombrosos premis, Una habitació amb vista confronta els sentiments a la hipocresia de la societat victoriana pel biaix d'una adaptació de la novel·la d'E M. Forster.
- El títol Una habitació amb vista ve del fet que la jove Lucy desitja tenir una vista a la seva cambra a Florència. És així com coneix George, el pare del qual havia proposat intercanviar la seva cambra amb la d'ella.
- Una habitació amb vista marca la primera col·laboració entre les actrius Judi Dench i Maggie Smith, que prosseguirà després amb Un te amb Mussolini el 1999 i Les Senyores de Cornualles el 2004.

## Premis i nominacions[4]

### Premis
- 1987. Oscar al millor guió adaptat per a Ruth Prawer Jhabvala
- 1987. Oscar a la millor direcció artística per a Gianni Quaranta, Brian Ackland-Snow, Brian Savegar i Elio Altramura
- 1987. Oscar al millor vestuari per a Jenny Beavan i John Bright
- 1987. Globus d'Or a la millor actriu secundària per a Maggie Smith
- 1987. BAFTA a la millor pel·lícula
- 1987. BAFTA a la millor actriu per a Maggie Smith
- 1987. BAFTA a la millor actriu secundària per a Judi Dench
- 1987. BAFTA al millor vestuari per a Jenny Beavan i John Bright
- 1987. BAFTA al millor disseny de producció per a Gianni Quaranta, Brian Ackland-Snow

### Nominacions
- 1986. Lleó d'Or
- 1987. Oscar a la millor pel·lícula
- 1987. Oscar al millor director per a James Ivory
- 1987. Oscar al millor actor secundari per a Denholm Elliott
- 1987. Oscar a la millor actriu secundària per a Maggie Smith
- 1987. Oscar a la millor fotografia per a Tony Pierce-Roberts
- 1987. Globus d'Or a la millor pel·lícula dramàtica
- 1987. Globus d'Or al millor director per a James Ivory
- 1987. BAFTA al millor director per a James Ivory
- 1987. BAFTA al millor actor secundari per a Simon Callow
- 1987. BAFTA al millor actor secundari per a Denholm Elliott
- 1987. BAFTA a la millor actriu secundària per a Rosemary Leach
- 1987. BAFTA al millor guió adaptat per a Ruth Prawer Jhabvala
- 1987. BAFTA a la millor fotografia per a Tony Pierce-Roberts
- 1987. BAFTA al millor muntatge per a Humphrey Dixon
- 1987. BAFTA a la millor música per a Richard Robbins
- 1987. BAFTA al millor so per aTony Lenny, Ray Beckett i Richard King